# بلدية مازاتينانغو
بلدية مازاتينانغو هي بلدية في غواتيمالا، تتبع إدارة سوشيتبيكيز، هي عاصمة إدارة سوشيتبيكيز، بلغ عدد سكانها 103٬276  نسمة، في 2002، تبلغ مساحتها 356 كيلومتر مربع، رمزها البريدي هو 10001.

## الموقع
تشترك في الحدود مع:
- Cuyotenango [الإنجليزية]‏
- San Lorenzo, Suchitepéquez [الإنجليزية]‏
- San Gabriel, Suchitepéquez [الإنجليزية]‏
- San Bernardino, Suchitepéquez [الإنجليزية]‏
- Santo Domingo Suchitepéquez [الإنجليزية]‏
- San Francisco Zapotitlán [الإنجليزية]‏
- Samayac [الإنجليزية]‏
- San José La Máquina [الإنجليزية]‏
- المحيط الهادئ.